# 重村健太
重村 健太（しげむら けんた、1987年2月3日 - ）は、日本の元男子バレーボール選手。

## 来歴
長崎県佐世保市出身。小学4年次からバレーボールを始めた。全日本ジュニアとして世界ジュニア、アジアジュニアに出場。
長崎県立佐世保南高等学校、中央大学を経て、2008/09シーズン、V・プレミアリーグ（当時の1部リーグ）に所属する豊田合成トレフェルサ（現・ウルフドッグス名古屋）の内定選手となった。内定選手としてV・プレミアリーグのレギュラーラウンドに出場し、Vリーグデビューを果たした。
2009年、大学卒業後に、豊田合成トレフェルサに入団した。
2016年7月31日をもって現役を引退し、チームのマネージャーに就任した。マネージャーとして活動する中でも選手登録のみそのまま継続されることとなった。2019-20シーズンまで選手登録が続けられていたが、現役引退を発表してからのベンチ入りはなかった。
2025年、ウルフドッグス名古屋のセッターコーチに就任。

## 所属チーム
- 広田小クラブ
- 佐世保市立広田中学校
- 長崎県立佐世保南高等学校
- 中央大学
- 豊田合成トレフェルサ/ウルフドッグス名古屋（2009-2016年）